# باشگاه بسکتبال پهلوی تهران
باشگاه بسکتبال پهلوی تهران یک تیم بسکتبال ایرانی بود که در دهه ۱۳۵۰ شمسی در تهران تأسیس شد. این تیم در اولین دوره مسابقات جام ولیعهد که در سال ۱۳۵۴ برگزار شد، موفق به کسب عنوان قهرمانی شد و به عنوان نخستین قهرمان تاریخ بسکتبال باشگاهی ایران شناخته می‌شود. این باشگاه در دوران فعالیت خود در لیگ‌های مختلف بسکتبال ایران حضور داشت، اما به دلیل وقوع انقلاب در ایران در سال ۱۳۵۷ تیم منحل شد.

## تاریخچه

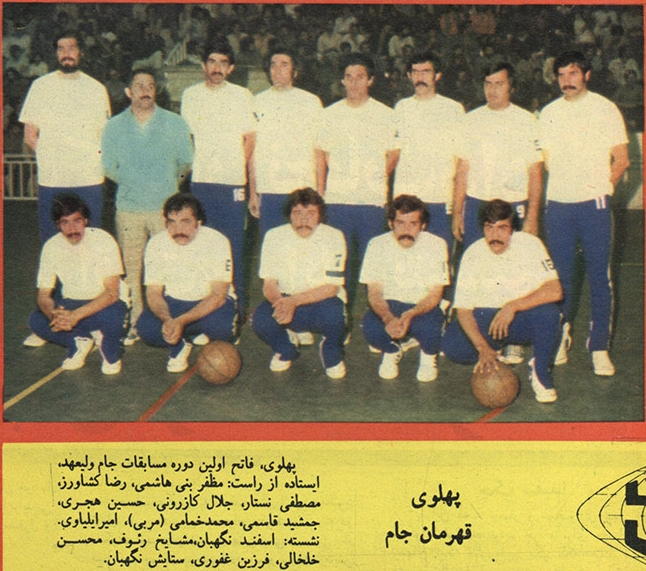
تصویر تیم پهلوی تهران قهرمان اولین دوره مسابقات بسکتبال باشگاه‌های مردان ایران، جام ولیعهد در سال ۱۳۵۴. تصویر از مجله دنیای ورزش شماره ۲۹۴.

تصویری از دیدار فینال اولین دوره جام بسکتبال ولیعهد در سال ۱۳۵۴ بین پهلوی تهران و پرسپولیس گرگان. محسن خلخالی در حال عبور از منصوریان. پهلوی تهران، پرسپولیس گرگان را با اختلاف یک امتیاز شکست داد و اولین باشگاه بسکتبال قهرمان در لیگ ایران شد. تصویر از مجله دنیای ورزش شماره ۲۹۴.

### لیگ بسکتبال مردان ایران
باشگاه بسکتبال پهلوی تهران در سال ۱۳۵۴ در نخستین دوره از مسابقات جام ولیعهد (اولین دوره لیگ بسکتبال باشگاهی ایران) شرکت کرد و در نهایت به عنوان قهرمان این رقابت‌ها شناخته شد. در این دوره از مسابقات، تیم‌های زیادی از شهرهای مختلف ایران شرکت کردند و مسابقات در سه مرحله برگزار شد. تیم پهلوی تهران در این رقابت‌ها توانست تیم‌های قدرتمند دیگری همچون پاس تهران، ذوب‌آهن اصفهان و پرسپولیس گرگان را شکست دهد و قهرمان شود. در این دوره، تیم‌های دیگری مانند پرسپولیس گرگان و پاس تهران به ترتیب به مقام‌های دوم و سوم دست یافتند.

### جام قهرمانی باشگاه‌های تهران
تیم پهلوی تهران در سال ۱۳۵۴ در مسابقات بسکتبال قهرمانی باشگاه‌های تهران به مقام قهرمانی رسید.